# TRAU FC
Der Tiddim Road Athletic Union Football Club, auch einfach nur TRAU FC genannt, ist ein indischer Fußballverein aus Imphal, der aktuell in der I-League sowie in der Manipur State League spielt.

## Erfolge
- I-League 2nd Division: 2018/19  ▲
- Manipur State League: 2006, 2010
- Churachand Singh Trophy: 1960, 1961, 1974, 1981, 2004, 2009
- Tiddim Invitation Football Trophy: 2007

## Stadion
Der Verein trägt seine Heimspiele im Khuman Lampak Main Stadium in Imphal aus. Das Stadion hat ein Fassungsvermögen von 35.000 Zuschauern.

## Trainerchronik
| Name                | von                | bis                |
| ------------------- | ------------------ | ------------------ |
| L. Nandakumar Singh | 1. Juli 2017       | 17. September 2019 |
| Dimitris Dimitriou  | 18. September 2019 | 24. Oktober 2019   |
| Douglas de Silva    | 23. Oktober 2019   | 21. Dezember 2019  |
| L. Nandakumar Singh | 22. Dezember 2019  | 1. Januar 2020     |
| Douglas de Silva    | 2. Januar 2020     | 26. Januar 2020    |
| L. Ibomcha Singh    | 27. Januar 2020    | 30. Juni 2020      |
| L. Nandakumar Singh | 1. Juli 2020       | heute              |